# Oscarsgymnasiet
Oscarsgymnasiet (vanligen kallad "Oscars"; namngiven Södertornsskolan tills läsåret 1996/97) är en kommunal gymnasieskola i Oskarshamn. Skolan är namngiven efter kung Oscar I av Sverige. Några kända alumner är sångerskan Mollie Lindén och artisten Namelle.

## Historia
Skolan ritades av arkitekten Peter Bjugge i Stockholm. Inspirationen med en taktäckt gata i centrum, kom ifrån Italien. Från början fanns det extra ljusinsläpp från fönster uppe vid takkanten. Tanken var att utgå från ett centralt stråk mitt i skolan, som en gata med ett tak, med längor åt sidorna för de olika ämnena. Mitt i detta långa stråk finns det fyra mötetsplatser med sittplatser där elever kan umgås eller studera mellan lektionerna.
Oscarsgymnasiets äldsta delar byggdes mellan 1969–1971. Ingvar Carlsson, dåvarande utbildningsminister, invigde skolan 1 september 1971. Sedan 1993 har totalt fem nya delar tillkommit.

## Utbildning
Av de nationella programmen, erbjuder Oscarsgymnasiet utbildning i femton olika program, inklusive introduktionsprogrammet och gymnasiesärskola. Sedan 2002 bedriver även Etec, en fristående utbildningsverksamhet, ett elprogram med fokus på elteknik och automation.
| Program                              | Inriktningar                          |
| ------------------------------------ | ------------------------------------- |
| Barn- och fritidsprogrammet          | Hälsa och fritid                      |
| Barn- och fritidsprogrammet          | Pedagogiskt och socialt arbete        |
| Bygg- och anläggningsprogrammet      | Husbyggnad                            |
| Bygg- och anläggningsprogrammet      | Måleri                                |
| Bygg- och anläggningsprogrammet      | Plåtslageri                           |
| Ekonomiprogrammet                    | Ekonomi                               |
| Ekonomiprogrammet                    | Juridik                               |
| El- och energiprogrammet             | Energiteknik                          |
| Estetiska programmet                 | Musik                                 |
| Estetiska programmet                 | Estetik och media                     |
| Fordons- och transportprogrammet     | Transport                             |
| Försäljnings- och serviceprogrammet  | Försäljning och service               |
| Hantverksprogrammet                  | Frisör                                |
| Industritekniska programmet          | Produkt och maskinteknik              |
| Industritekniska programmet          | Svetsteknik                           |
| Introduktionsprogrammet              | Individuellt alternativ               |
| Introduktionsprogrammet              | Programinriktat val                   |
| Introduktionsprogrammet              | Språkintroduktion                     |
| Introduktionsprogrammet              | Yrkesintroduktion                     |
| Naturvetenskapsprogrammet            | Naturvetenskap                        |
| Naturvetenskapsprogrammet            | Naturvetenskap och samhälle           |
| Restaurang- och livsmedelsprogrammet | Kök och servering                     |
| Restaurang- och livsmedelsprogrammet | Bageri och konditori                  |
| Samhällsvetenskapsprogrammet         | Beteendevetenskap (med idrottsprofil) |
| Samhällsvetenskapsprogrammet         | Medier, information och kommunikation |
| Samhällsvetenskapsprogrammet         | Samhällsvetenskap                     |
| Teknikprogrammet                     | Design och produktutveckling          |
| Teknikprogrammet                     | Informations- och medieteknik         |
| Teknikprogrammet                     | Teknikvetenskap                       |
| VVS- och fastighetsprogrammet        | VVS (värme, ventilation och sanitet)  |
| VVS- och fastighetsprogrammet        | Ventilation                           |
| Vård- och omsorgsprogrammet          | programfördjupning                    |